# Chessington
Chessington – dzielnica Londynu, w Wielkim Londynie, leżąca w gminie Kingston upon Thames. Leży 22,7 km od centrum Londynu. W 1951 roku civil parish liczyła 9194 mieszkańców. Chessington jest wspomniana w Domesday Book (1086) jako Cisedune/Cisndone.